# Wizardry
Wizardry es una serie de videojuegos de rol, desarrollada por Sir-Tech y muy popular en los años 80. Originalmente fue creada para Apple II, pero poco después fue portada a otras plataformas como MSX. El último juego de la serie es Wizardry 8, únicamente disponible para Windows.
Wizardry empieza como un simple juego de mazmorras creado por Andrew C. Greenberg y Robert Woodhead. Lo concibieron cuando eran estudiantes en Cornell University, llegando a realizar 10 secuelas.
Wizardry fue el primer videojuego que incluyó gráficos en los combates en modo texto en que se basa el mismo.

## Desarrollo
Wizardry empezó como un simple dungeon crawler hecho por Andrew C. Greenberg y Robert Woodhead. Fue desarrollado cuando ellos eran estudiantes de la Universidad de Cornell y publicado por Sir-Tech. El juego fue influenciado por los juegos anteriores del sistema PLATO, en especial en Oubliette. Las primeras instalaciones de Wizardry fueron muy exitosas, debido a que era una encarnación gráfica de Dungeons & Dragons para computadoras.  El lanzamiento de la primera versión coincidió con un período de popularidad de 'Dungeons & Dragons' en Estados Unidos.
Los primeros cinco juegos de la serie fueron diseñados en Pascal, una implementación de UCSD Pascal. Fueron presentados  escribiendo implementaciones en UCSD Pascal para las máquinas (Mac II cross-development). David W. Bradley tomó el control de la serie a partir de la cuarta entrega, añadiendo cierto nivel de guion y complejidad. En 1998, los derechos fueron transferidos a 1259190 Ontario Inc., y en 2006 a Aeria IPM. En 2008, Aeria IPM se fusionó con Gamepot, desarrollador de Wizardry Online.

## Títulos
- 1981 - Wizardry: Proving Grounds of the Mad Overlord|1: Proving Grounds of the Mad Overlord
- 1982 - Wizardry II: The Knight of Diamonds|2: The Knight of Diamonds
- 1983 - Wizardry III: Legacy of Llylgamyn|3: Legacy of Llylgamyn
- 1987 - Wizardry IV: The Return of Werdna|4: The Return of Werdna
- 1988 - Wizardry V: Heart of the Maelstrom|5: Heart of the Maelstrom
- 1990 - Wizardry VI: Bane of the Cosmic Forge|6: Bane of the Cosmic Forge
- 1992 - Wizardry VII: Crusaders of the Dark Savant|7: Crusaders of the Dark Savant
- 1996 - Nemesis: The Wizardry Adventure
- 2001 - Wizardry 8